# Vincenz Fohmann

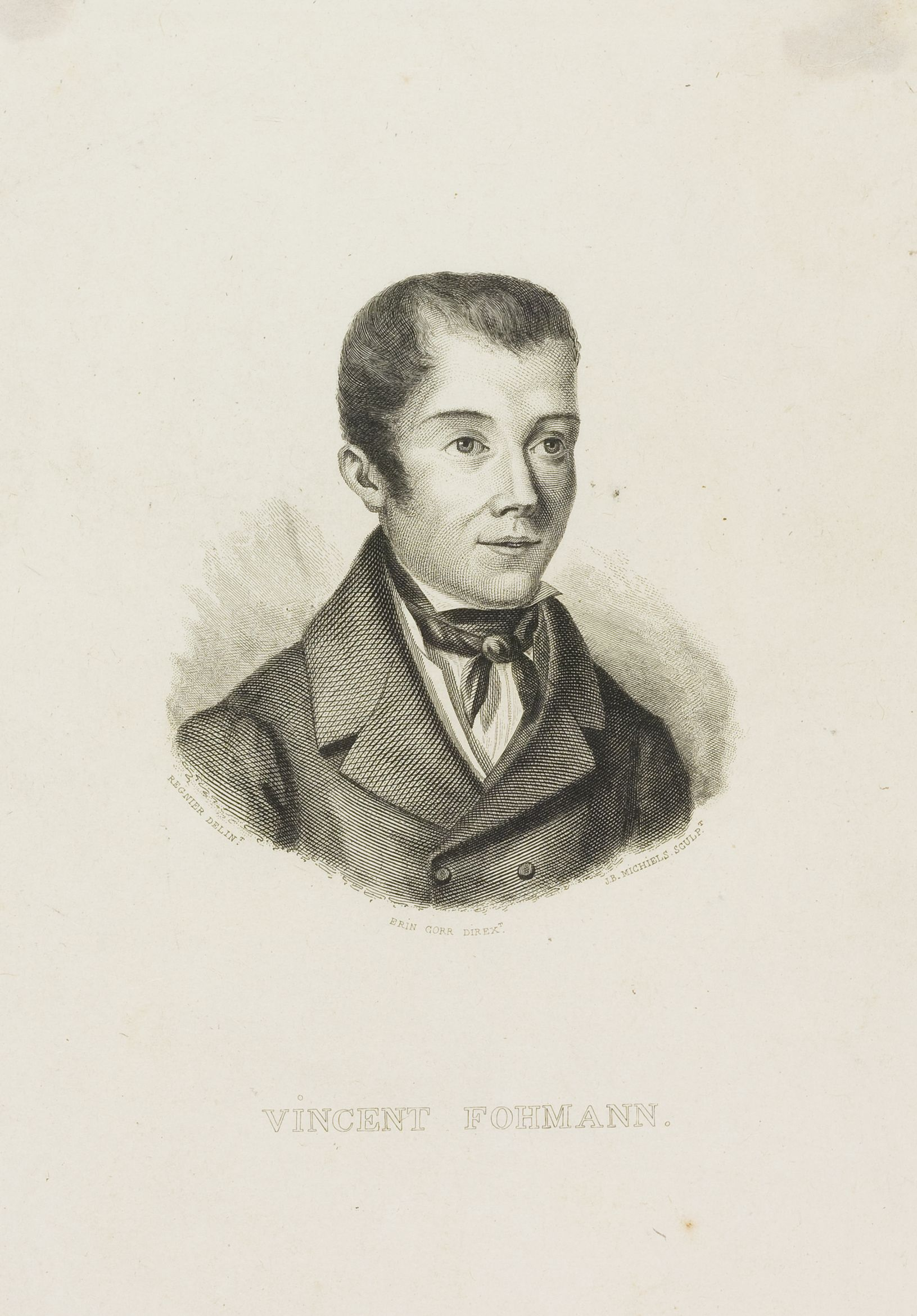
Vincenz Fohmann

Vincenz Fohmann (mit vollständigem Taufnamen Vincenz Ferrerius Fohmann; * 5. April 1794 in Assamstadt (Kurmainz); † 25. September 1837 in Lüttich) war ein deutscher Arzt, Anatom und Autor. In seiner wissenschaftlichen und literarischen Tätigkeit spezialisierte er sich auf das Lymphgefäßsystem.

## Leben und Wirken

### Fohmanns Zeit und Ausbildung in Deutschland
Fohmann wurde am 5. April 1794 in der damals zum Kurfürstentum Mainz, heute zu Baden-Württemberg gehörigen Gemeinde Assamstadt geboren. Er wuchs dort auf. Sein aus Assamstadt stammender Vater Johann Martin Fohmann (1757–1837) war als Bader und Arzt in der Umgebung bekannt. Seine Mutter Anna Maria Fohmann (1766–1820), geb. Hartmann, stammte aus Altkrautheim. Vincenz Fohmann war das fünfte von fünfzehn Kindern seiner Eltern. Neun seiner Geschwister starben bereits unmittelbar nach ihrer Geburt.
Nach seiner schulischen Ausbildung studierte Fohmann unter Friedrich Tiedemann Medizin an der Ruprecht-Karls-Universität Heidelberg, unter dessen Leitung er auch die Grundlagen der Anatomie und Physiologie erlernte. Er heiratete Tiedemanns Tochter Kunigunde (* 3. März 1809, Nürnberg; † 23. März 1889). Fohmann arbeitete von 1819 bis 1826 als anatomischer Prosektor, das heißt als „Sezierer“ an der Heidelberger Anatomie. Bei der Arbeit mit Kadavern entwickelte er verschiedene Prozesse des Eingriffs in das lymphatische System.  An der Universität Heidelberg präparierte Fohmann mit den Studierenden in einem „Sezierkurs“ und war daneben zuständig für die Erstellung von Lehrmitteln. Hierfür bediente er sich aller damals bekannten Techniken. Berühmt wurde er seinerzeit vor allem, da er es verstand, das „Saugadersystem“ – das heute als Lymphsystem bezeichnet wird – mit Quecksilber zu injizieren. Während seiner Zeit in Heidelberg veröffentlichte Fohmann das Buch „Anatomische Untersuchungen über die Verbindungen der Saugadern mit den Venen“. Auf dieses Werk folgten weitere Abhandlungen, die alle das Lymphsystem betreffen.

### Der Ruf an die Universität Lüttich
Im Jahr 1827 nahm er das Angebot an, Jean-Nicolas Comhaire (1778–1837) als Professor für Anatomie an der Universität Lüttich zu folgen. Wegen seiner deutschen Herkunft und des entsprechenden Akzentes wurde Fohmann in der damaligen Zeit mit einer gewissen Zurückhaltung und Distanz empfangen. Unabhängig davon nahm er jedoch von 1833 bis 1834 das Amt des Rektors an. Die Sammlung anatomischer Präparate wurde unter Fohmann in Lüttich schnell erweitert und er begann auch wieder mit dem Präparieren. Daneben entwarf Fohmann einen Plan für ein anatomisches Museum in Lüttich. Seine umfassenden Sammlungen wurden jedoch erst später zur Geltung gebracht, als die Universität Lüttich einen Saal nur für sie bereitstellte.
1834 wurde er von der Académie royale des Sciences, des Lettres et des Beaux-Arts de Belgique als assoziiertes Mitglied aufgenommen.
Fohmann blieb bis zu seinem Tod am 25. September 1837 im Alter von nur 43 Jahren infolge eines schweren Rückenmarkleidens in Lüttich. Eine Ursache für seinen Tod lag unter anderem in den mit seiner Arbeit verbundenen jahrelangen Quecksilberbelastungen.

### Ausstellung seiner anatomischen Sammlungen
Seine anatomischen Sammlungen des lymphatischen Systems sind heute in Museen in Heidelberg und Lüttich erhalten.

## Hauptwerke

### Deutsche Werke
- Vincenz Fohmann: (Autor), Friedrich Tiedemann (Vorr.): Anatomische Untersuchungen über die Verbindungen der Saugadern mit den Venen. Heidelberg 1821.[8] online verfügbar gemacht durch die Bayerische Staatsbibliothek: Anatomische Untersuchungen über die Verbindung der Saugadern mit den Venen (1821). (PDF, 95 Seiten). Online unter www.opacplus.bsb-muenchen.de, Bayerische Staatsbibliothek, München.
- Vincenz Fohmann: Das Saugadersystem der Wirbelthiere. Heidelberg und Leipzig 1827.[9]

### Französische Werke
- Vincenz Fohmann: Mémoire Sur Les Communications Des Vaisseaux Lymphatiques Avec les Veines, Et Sur Les Vaisseaux Absorbans Du Placenta Et Du Cordon Ombilical. Lüttich 1832.